# لیمبرگ بای ویز
لیمبرگ بای ویز (به آلمانی: Limberg bei Wies) یک منطقهٔ مسکونی در اتریش است که در دویچلندسبرگ واقع شده‌است. لیمبرگ بای ویز ۷٫۶۷ کیلومتر مربع مساحت دارد ۴۶۰ متر بالاتر از سطح دریا واقع شده‌است.